# فلوسیتومتری
فلوسیتومتری (به انگلیسی: Flow cytometry) از روش‌های سلول‌شناسی یا یاخته‌سنجی است که به بررسی ویژگی‌های فیزیکی و شیمیایی سلول‌ها یا اجزای مختلف آن‌ها می‌پردازد. به‌طور خلاصه، نمونه‌های سلولی، در مایعی مخصوص، غوطه‌ور شده و با تزریق این سوسپانسیون به دستگاه فلوسایتومتر، فرایند بررسی سلول‌ها توسط دستگاه آغاز می‌شود. اجزای متعدد سلولی را تعیین کرده و به صورت هم‌زمان آن‌ها را مورد شمارش قرار می‌دهد. مواردی که توسط دستگاه فلوسایتومتر قابل اندازه‌گیری هستند عبارت‌اند از اندازهٔ سلول، پیچیدگی سیتوپلاسمی، محتوای دی‌ان‌ای و آران‌ای سلول و محتوای طیف گسترده‌ای از پروتئین‌های درون‌سلولی یا متصل به غشای سلولی. استفاده از این تکنیک در طول ۳۵ سال گذشته کاربردهای فراوانی پیدا کرده است.

## مکانیسم
آنالیز کروموزوم‌ها با استفاده از فلوسایتومتری نیاز به دو منبع لیزر دارد. لیزر اول طوری تنظیم می‌شود که نور را در ۳۶۴ نانومتر برای تحریک رنگ فلورسنت 33285 Hoechst ساطع کند و لیزر دوم برای تحریک خاصیت فلورسانس Chromomvcin A3 نور را در ۲۵۸ نانومتر می‌تاباند. با استفاده از دو رنگ دارای خاصیت فلورسانس، سوسپانسیون کروموزوم‌های تثبیت‌شده رنگ‌آمیزی می‌شوند.
Hoechst 33258 تمایل بیشتری به دی‌ان‌ای غنی از AT (آدنین و تیمین) دارد و chromomycin A3 به دی‌ان‌ای غنی از GC (سیتوزین و گوانین) متمایل‌تر است. هر یک از کروموزوم‌های رنگ‌شده در یک جریان مایع، از مقابل منبع لیزر با سرعت ۲۰۰۰ کروموزوم بر ثانیه عبور می‌کنند. امواج فلورسنت ساطع شده از هر یک از کروموزوم‌ها اندازه‌گیری و ثبت می‌شود و پس از چند دقیقه چند صد هزار عدد در این مقادیر ثبت شده مربوط به هر یک از ۲۴ نوع کروموزوم انسانی جمع‌آوری شده و برای رسم یک نمودار، موسوم به فلوکاریوتایپ مورد استفاده قرار می‌گیرند. در این نمودار، کروموزوم‌ها بر اساس محتویات دی‌ان‌ای و نسبت جفت‌بازی از یکدیگر تفکیک شده‌اند. نسبت جفت‌بازی بر اساس مقادیر نسبی امواج فلورسانس ساطع شده به وسیلهٔ دو رنگ فلورسنت متصل‌شده به هر کروموزوم تعیین می‌شود. در این نمودار دو محوری، هر یک از کروموزوم‌ها به صورت تجمعی نمایش داده شده‌اند که اگر یک خط قطری برای ابن نمودار ترسیم شود، تجمعات بالای قطر کروموزوم‌های غنی از AT و تجمعات قرار گرفته در پایان قطر کروموزوم‌های غنی CG خواهند بود. به جز کروموزوم‌های ۹ تا ۱۲ که به دلیل داشتن محتویات بازی مشابه در یک تجمع قرار می‌گیرند، سایر کروموزوم‌ها به صورت دسته‌جات متمایز از هم بر روی نمودار، قابل مشاهده‌اند. جالب این‌که گاهی کروموزوم‌های همولوگ به جای قرار گرفتن در یک تجمع واحد در دو دسته قرار می‌گیرند. این حالت منعکس‌کنندهٔ تنوع در اندازه دو عضو یک جفت کروموزوم همولوگ به علت تنوع در اندازهٔ هتروکروماتین آن‌هاست؛ بنابراین با این روش می‌توان تنوع مربوط به اندازهٔ کروموزوم‌ها را که به دلایل مختلفی از جمله وجود ناهنجاری کروموزومی ساختاری و هترومورفیسم رخ می‌دهد بررسی کرد. حد تفکیک حداقلی برای جدا کردن کروموزوم‌ها با این روش در حدود یک تا دو میلیون جفت‌باز است
روش FACS علاوه برشمارش، کروموزوم‌ها را از هم تفکیک کرده و آن‌ها را در ظروف مجزایی قرار می‌دهد. این قابلیت حاصل توانایی این دستگاه در تبدیل جریان مایع کروموزومی به یک سری قطرات، که هر یک حاوی یک کروموزوم است، بوده و تفکیک این قطرات از هم بر مبنای بار الکتریکی آن‌هاست؛ زیرا هر قطره بر مبنای فلورسنتی کروموزوم درون آن، دارای مقدار بار مثبت یا منفی منحصر به فردی است. با عبور آن‌ها از میان دو صفحهٔ دارای ولتاژ، این قطرات متناسب با مقدار بار خود منحرف شده و هر یک درون یک ظرف خاصی فرود می‌آیند. از فلوسایتومتری برای تجزیه و تحلیل کاریوتایپ، نقشه‌برداری ژن و ساخت کتابخانهٔ دی‌ان‌ای کروموزومی استفاده شده است. کروموزوم‌های تفکیک شده با این روش را می‌توان برای ایجاد کتابخانهٔ دی‌ان‌ای مختص کروموزومی استفاده کرد. از این کتابخانه‌ها می‌توان در تهیهٔ مواد لازم برای نقشه‌برداری کروموزومی و پروب‌های مختص کروموزومی بهره برد.
در روش فلوسایتومتری سلول‌های رنگ آمیزی‌شده چه به‌وسیلهٔ آنتی‌بادی‌های مونوکلونال متصل به فلورسنت و چه فلوروکروم‌های متصل شونده به اجزای سلولی در یک جریان سیال قرار گرفته و به‌صورت تک‌تک از مقابل پرتو نوری (لیزر) عبور می‌کنند و متعاقب آن نور پراکنده شده و نور فلورسنس جانبی توسط آشکارسازها جمع‌آوری می‌شوند. این آشکارسازها سیگنال‌های نوری را به سیگنال‌های الکتریکی متناسب با نور جمع‌آوری‌شده تبدیل می‌کند. پراکنش نور در زاویه‌های مختلف می‌تواند سلول‌ها را بر اساس تفاوت در اندازه و پیچیدگی درونی از هم متمایز کند در حالی که ساطع شدن نور از آنتی‌بادی‌های نشان‌دار شده با فلورسنت می‌تواند سلول‌ها را بر اساس تفاوت در آنتی‌ژن‌های سطحی و سیتوپلاسمی از هم تفکیک نماید. بدین ترتیب سلول‌ها بر اساس خصوصیاتی نظیر حجم گرانول‌شدن و میزان رنگ‌پذیری از هم قابل افتراق داده می‌شوند.

## کاربردهای فلوسایتومتری
به‌طور کلی کاربردهای پزشکی فلوسایتومتری را می‌توان در چهار مورد خلاصه کرد.
1. تشخیص و طبقه‌بندی سرطان‌های خون.
2. سنجش فاکتورهای بیولوژیکی و حضور بعضی مولکول‌های اختصاصی که در تعیین پیش‌آگهی بیماری نقش دارند.
3. شناسایی آنتی‌ژن‌هایی که به عنوان هدف‌های درمانی استنفاده می‌شوند.
4. شناسایی سلول‌های باقی‌ماندهٔ بدخیم در طول درمان که در تعیین پاسخ به درمان و احتمال عود بیماری بسیار مهم هستند.[۴]